# Chlorops
Chlorops är ett släkte av tvåvingar. Chlorops ingår i familjen fritflugor.

## Dottertaxa tillChlorops, i alfabetisk ordning[1][2]
- Chlorops adamsi
- Chlorops adjunctus
- Chlorops adpropinquus
- Chlorops agnata
- Chlorops albitarsis
- Chlorops albohalteratus
- Chlorops alishanensis
- Chlorops alpicolus
- Chlorops amabilis
- Chlorops amoena
- Chlorops angustifrons
- Chlorops annulipes
- Chlorops antennatus
- Chlorops anthracophagoides
- Chlorops asiaticus
- Chlorops ater
- Chlorops australiensis
- Chlorops avalonensis
- Chlorops babosae
- Chlorops balticus
- Chlorops baslis
- Chlorops bellus
- Chlorops bicolor
- Chlorops bipustulata
- Chlorops bisignatus
- Chlorops blundelli
- Chlorops bohemicus
- Chlorops botanicus
- Chlorops brachyptera
- Chlorops brevifrons
- Chlorops brevimanus
- Chlorops brunnipennis
- Chlorops calamitosa
- Chlorops calceatus
- Chlorops canaliculatus
- Chlorops carinatus
- Chlorops caucasicus
- Chlorops cavicola
- Chlorops centorivergens
- Chlorops centromaculatus
- Chlorops certimus
- Chlorops cinerapennis
- Chlorops cinerellus
- Chlorops cingulata
- Chlorops circularis
- Chlorops citrinellus
- Chlorops clavicrus
- Chlorops comoroensis
- Chlorops conclusata
- Chlorops confluens
- Chlorops constrictus
- Chlorops contribulus
- Chlorops convergens
- Chlorops corrugatus
- Chlorops crassipalpis
- Chlorops crocotus
- Chlorops cuneata
- Chlorops curtipennis
- Chlorops daghestanicus
- Chlorops dasycerus
- Chlorops declinata
- Chlorops denaturatus
- Chlorops dimidiatifemur
- Chlorops discordatus
- Chlorops dissimulans
- Chlorops distinctus
- Chlorops distinguendus
- Chlorops egregius
- Chlorops emiliae
- Chlorops ericensis
- Chlorops excelsoir
- Chlorops extraneus
- Chlorops fasciatus
- Chlorops fascipes
- Chlorops federatus
- Chlorops femoratus
- Chlorops ferrugineus
- Chlorops figuratellus
- Chlorops figuratus
- Chlorops finitimus
- Chlorops flava
- Chlorops flavifemorata
- Chlorops flavipila
- Chlorops flavus
- Chlorops frontosus
- Chlorops fulviceps
- Chlorops fusciscutellatus
- Chlorops geminatus
- Chlorops genarum
- Chlorops geniculata
- Chlorops gentilis
- Chlorops gorodkovi
- Chlorops gracilis
- Chlorops grandis
- Chlorops grisecens
- Chlorops grossus
- Chlorops hirtifrons
- Chlorops horridus
- Chlorops hyalipennis
- Chlorops hypostigma
- Chlorops impressus
- Chlorops infumatus
- Chlorops infuscatus
- Chlorops insignis
- Chlorops interruptus
- Chlorops javanensis
- Chlorops kinangopicus
- Chlorops kirigaminensis
- Chlorops krapfi
- Chlorops laccatus
- Chlorops laetus
- Chlorops laevicollis
- Chlorops laevifrons
- Chlorops laevigatus
- Chlorops laevis
- Chlorops languidus
- Chlorops lascivus
- Chlorops lenis
- Chlorops lepidus
- Chlorops leymi
- Chlorops lithofrons
- Chlorops lituratus
- Chlorops longiceps
- Chlorops longipalpis
- Chlorops longula
- Chlorops longulus
- Chlorops lucens
- Chlorops lucida
- Chlorops lucidifrons
- Chlorops lutheri
- Chlorops mackerrasi
- Chlorops maculipleura
- Chlorops magnicornis
- Chlorops marchali
- Chlorops meigenii
- Chlorops melanocerus
- Chlorops melanoleucus
- Chlorops minutulus
- Chlorops mixtus
- Chlorops modestus
- Chlorops mugivorus
- Chlorops multisulcatus
- Chlorops neosimplex
- Chlorops nigellus
- Chlorops nigra
- Chlorops nigricornoides
- Chlorops nigrimanus
- Chlorops nigripalpis
- Chlorops nigripedalis
- Chlorops nigripila
- Chlorops nigrissimus
- Chlorops nigriventris
- Chlorops nigroscutellatus
- Chlorops nishijimai
- Chlorops nitidissima
- Chlorops novakii
- Chlorops nubecula
- Chlorops nubilipalpis
- Chlorops oblitus
- Chlorops obscurellus
- Chlorops obscuricornis
- Chlorops obscuripennis
- Chlorops occipitalis
- Chlorops ocellaris
- Chlorops ochraceus
- Chlorops oculatus
- Chlorops oralis
- Chlorops ornata
- Chlorops oryzae
- Chlorops pallidior
- Chlorops pallidiseta
- Chlorops pallidiventris
- Chlorops pallifrons
- Chlorops pallipes
- Chlorops palludus
- Chlorops palpalis
- Chlorops palpatus
- Chlorops pannonicus
- Chlorops pauper
- Chlorops pennatus
- Chlorops perflavus
- Chlorops persicoides
- Chlorops persicus
- Chlorops picta
- Chlorops pictipes
- Chlorops pilosus
- Chlorops planifrons
- Chlorops planitriangulus
- Chlorops plicatus
- Chlorops polita
- Chlorops politellus
- Chlorops potanini
- Chlorops productus
- Chlorops proximus
- Chlorops pubescens
- Chlorops pulchella
- Chlorops pumilionis
- Chlorops punctatus
- Chlorops puncticornis
- Chlorops quadrilineata
- Chlorops quadristrigata
- Chlorops quercophilus
- Chlorops rectificatus
- Chlorops rectinervis
- Chlorops revocans
- Chlorops ringens
- Chlorops riparius
- Chlorops rondanii
- Chlorops rossicus
- Chlorops rubicundus
- Chlorops rubricollis
- Chlorops rubrivittatus
- Chlorops rufescens
- Chlorops ruficeps
- Chlorops rufinus
- Chlorops rufiventris
- Chlorops rufofasciatus
- Chlorops ruginosus
- Chlorops sabulona
- Chlorops sahlbergii
- Chlorops scalaris
- Chlorops scutellaris
- Chlorops seminiger
- Chlorops serenus
- Chlorops seriatus
- Chlorops signata
- Chlorops signatus
- Chlorops simplex
- Chlorops smirnovi
- Chlorops socius
- Chlorops sordidellus
- Chlorops speciosus
- Chlorops stackelbergi
- Chlorops stigmatellus
- Chlorops stigmaticalis
- Chlorops stigmatus
- Chlorops strigula
- Chlorops strigulus
- Chlorops subarcuatus
- Chlorops subniger
- Chlorops suffusus
- Chlorops sulcatus
- Chlorops sulcipalpis
- Chlorops sulphureus
- Chlorops suturalis
- Chlorops syriacus
- Chlorops tarsalis
- Chlorops tectifrons
- Chlorops testaceus
- Chlorops tomentosus
- Chlorops toxopaei
- Chlorops triangularis
- Chlorops tristriata
- Chlorops troglodytes
- Chlorops unicornis
- Chlorops unisulcatus
- Chlorops ussuricus
- Chlorops vagans
- Chlorops varipes
- Chlorops variseta
- Chlorops varivitta
- Chlorops varsoviensis
- Chlorops victorovi
- Chlorops virescens
- Chlorops vittata
- Chlorops xanthomelas
- Chlorops yungas
- Chlorops zernyi
- Chlorops zeylanicus
- Chlorops zonulatus